# Север, Сергей (певец)
Серге́й Север (настоящее имя — Серге́й Валенти́нович Русских; род. 5 июля 1963, Пермь, СССР) — советский и российский певец, автор песен, музыкант, исполнитель русского шансона.

## Биография

### Детские и юношеские годы[4]
Сергей родился 5 июля 1963 года в городе Пермь. Стремление к творчеству мальчик начал проявлять ещё в детсадовском возрасте, а в школьные годы принимал активное участие во всех культмассовых мероприятиях, выступая с вокальными номерами. Педагоги и знакомые называли его местным Робертино Лоретти.
Окончил Пермскую академическую школу хорового пения. В роли ведущего дисканта гастролировал с хоровой школой по городам страны. Между поездками Русских продолжал интенсивно учиться, помимо вокального мастерства осваивая игру на фортепиано и баяне. Помимо этого, молодой человек выступал в Пермском академическом театре оперы и балета имени Чайковского.
В подростковом возрасте освоил гитару, увлёкся дворовыми и бардовскими песнями, с которыми выступал в составе местного ВИА. Также занимался фарцовкой.
Отслужив в армии, Русских поступил в Институт культуры Перми и начал выступать в одном из самых известных рок-коллективов города. Вместе с группой музыкант давал концерты на различных мероприятиях, свадьбах, пел на дискотеках. В летние месяцы участники коллектива отправлялись гастролировать по Крымскому побережью.
Покинув коллектив, Русских сотрудничал ещё с несколькими группами, где уже занимал позиции лидера..

#### Творческая деятельность[2]
Перед распадом СССР Сергей Русских уехал покорять столицу. Время было сложное, и, чтобы продержаться на плаву, музыкант торговал одеждой и другими заграничными товарами. Деньги нужны были на покупку аппаратуры и аренду студии, где музыкант планировал развивать свою карьеру.
Певец выступал в качестве продюсера тогда ещё малоизвестного актёра Ивана Охлобыстина, затем сотрудничал с режиссёром Роланом Быковым. В тот же период вышел его дебютный альбом Русских «Ельники», с песнями в стиле поп-фолк. На песню «Я по деревням хожу-брожу» был выпущен клип. Затем вышло видео на инструментал «Последний герой». Вскоре исполнитель решил полностью сконцентрироваться на создании песен. Большая известность пришла в 1998 году песня Сергея Русских «Ту-ту-ту» в исполнении «Кабаре-дуэта „Академия“» попала в финал «Песни года».
Песнями Русских стали интересоваться известные эстрадные певцы. Его композиции взяли в репертуар такие звезды, как Валерий Сюткин, Александр Маршал, Алёна Апина, группа «Дюна», а для Кабаре-дуэт «Академия» выпустил альбом «Отпечатки пальчиков», полностью состоящий из «блатных» песен Сергея Русских.
Затем Сергей Русских сам решает выступать в этом жанре и берёт фамилию Север. В 2000 году выходит альбом «Лагеря, лагеря». За этим диском последовало два других, популярность музыканта быстро росла. Песни Сергея Севера имели активную ротацию на «Радио Шансон» и других станциях страны. Параллельно Русских под собственной фамилией выпустил альбом «Ту-ту-ту на-на-на. Бенефис маэстро», содержащий песни, лишённые тюремной тематики. В качестве продюсера музыкант поучаствовал в таких проектах, как «Рядовой Дарин», «Племянницы» и «Русь» (совместно с последним под собственной фамилией выпустил пластинки «Будем помнить» и «Деревенский альбом»).

## Личная жизнь
Женат на женщине по имени Татьяна (официально с 1993 года), есть дети: Алиса, Глеб и Георгий (Георгий Русских также стал музыкантом, выступает под псевдонимом ГРАНЖ).
Георгий также был участником 12 сезона шоу «Голос» в команде Владимира Преснякова, где он дошел до финала и занял второе место.

## Фильмография
Громовы (роль: Матвей, 2006)
Искушение Дирка Богарда (роль: Дирк Богарт времён «Ночного портье», 2001)
Новогодняя история (роль: артист на телешоу, автор и исполнитель песни, 1997)

## Гражданская позиция
Имеет активную гражданскую позицию. Он неоднократно выступал в местах боевых действий, организовывал благотворительные концерты и акции. Среди поклонников имеет репутацию патриота и сторонника традиционных моральных ценностей. Поддерживает политику Владимира Путина по Украине и Крыму, в частности, клип «Лучшие в аду» с откликом на вторжение России на Украину. Резко осуждает российскую оппозицию.

## Дискография
| №   | Альбомы (21)                                                                                  | Тип носителя | Год издания | Треков / Песен |
| --- | --------------------------------------------------------------------------------------------- | ------------ | ----------- | -------------- |
| 1.  | Ельники                                                                                       | CD           | 1992        | 14             |
| 2.  | Отпечатки пальчиков                                                                           | CD           | 1998        | 11             |
| 3.  | Лагеря, лагеря                                                                                | MC,CD        | 2001        | 11             |
| 4.  | Понты дороже денег                                                                            | CD           | 2002        | 12             |
| 5.  | Ту-ту-ту на-на-на. Бенефис маэстро (переиздан в том же году под названием «Повстречались мы») | CD           | 2002        | 13             |
| 6.  | Мужчина с биографией                                                                          | CD           | 2003        | 12             |
| 7.  | Папа вернулся                                                                                 | CD           | 2003        | 12             |
| 8.  | Будем помнить                                                                                 | CD           | 2003        | 10             |
| 9.  | Деревенский альбом (перезапись альбома «Ельники»)                                             | CD           | 2003        | 12             |
| 10. | Весна-шпана                                                                                   | CD           | 2004        | 12             |
| 11. | Песни для взрослых                                                                            | CD           | 2006        | 15             |
| 12. | Я родился в тюрьме                                                                            | CD           | 2008        | 12             |
| 13. | Добрый альбом                                                                                 | CD           | 2012        | 13             |
| 14. | Злой альбом                                                                                   | CD           | 2013        | 23             |
| 15. | Пропади всё пропадом                                                                          | DA           | 2017        | 12             |
| 16. | А.У.Е.                                                                                        | DA           | 2018        | 11             |
| 17. | Блатной мюзик-холл!…                                                                          | DA           | 2018        | 11             |
| 18. | Люся мстила, мстила, мстила…!                                                                 | DA           | 2018        | 11             |
| 19. | Жули-жули-жули-жулики…                                                                        | DA           | 2018        | 11             |
| 20. | Губочки не дуй                                                                                | DA           | 2018        | 11             |
| 21. | Прекратите панику!!!                                                                          | DA           | 2018        | 12             |
| 22. | Лето в трусиках «Бикини»                                                                      | DA           | 2018        | 11             |
| 23. | Песни под гитару. Окопная лирика                                                              | DA           | 2023        | 36             |

## Клипы
- 1988 — «Я по деревням хожу-брожу»
- 1993 — «Последний герой»
- 1999 — «Осень-мулатка»
- 2001 — «Ту-ту-ту»
- 2003 — «С чего начинается Родина?»
- 2003 — «Будем помнить»
- 2003 — «Мужчина с биографией»
- 2022 — «Лучшие в аду»
- 2023 — «Детское Письмо солдату»
- 2023 — «Лепестки. Девушка-Музыка»

## Участие в клипах
- 2020 — V!NTAGE (исполняет ГРАНЖ)

## Награды и заслуги
- Лауреат телевизионного Фестиваля «Песня года». (1998)[4]
- На посту руководителя Генерального продюсерского центра Сергея Русских МГО «Москонцерт» был организатором около 25 крупных правительственных, государственных праздников. В том числе Президентской новогодней елки на Красной площади (2001).[9]
- Медаль «За труды в культуре и искусстве» (22 июля 2024 года) — за большой вклад в развитие отечественной культуры и искусства, многолетнюю плодотворную деятельность[12].

## Издательство
Сергей Русских-Север.Мужчина с биографией. Избранное.— Litres, 2022-05-15.— 418с.— ISBN 978-5-04-105124-2.
Максим Кравчинский.История русского шансона.— Litres, 2022-05-14.— 1139с.— ISBN 978-5-457-27567-6.
Сергей Русских: интервью порталу «Русский Шансон. Инфо» портал шансона